# Die tollen Abenteuer des Monsieur L.
Die tollen Abenteuer des Monsieur L. (Originaltitel: Les Tribulations d’un chinois en Chine) ist ein französisch-italienischer Spielfilm des Regisseurs Philippe de Broca aus dem Jahr 1965 mit Ursula Andress und Jean-Paul Belmondo in den Hauptrollen. Das Drehbuch, das der Regisseur zusammen mit Daniel Boulanger verfasste, basiert auf dem Roman Die Leiden eines Chinesen in China von Jules Verne. 

## Handlung
Der junge Millionär Arthur Lempereur ist seines Lebens überdrüssig. Nachdem auch der zehnte Selbstmordversuch fehlschlagen ist, geht sein Berater Goh mit ihm in ein Maklerbüro. Sie schließen auf Arthur eine einmonatige, im Falle eines Suizids nicht wirksame Lebensversicherung in Millionenhöhe zu Gunsten Gohs und Arthurs Verlobten Alice ab. Als Arthur sich von durch Goh gedungenen Mördern verfolgt sieht, erwacht ungewollt sein Selbstbehauptungswille und er überlebt den Monat.

## Hintergrund
Die Außenaufnahmen entstanden in Hongkong, Nepal (Kathmandu, Patan, Himalaya), Indien (Jaipur, Rajasthan) und in Malaysia. In der Bundesrepublik Deutschland kam der Film am 25. Dezember 1965 in die Kinos. Die Filmbewertungsstelle Wiesbaden verlieh dem Film Prädikat „Wertvoll“.

## Kritiken
„Frei nach Jules Verne entstandene turbulente Unterhaltung mit zahlreichen übermütig inszenierten Verfolgungsjagden und Kraftakten Jean-Paul Belmondos. Der parodistische Grundton kommt nur in Maßen zum Tragen, im Vordergrund steht handfester Spaß, der gelegentlich etwas klamaukhaft gerät.“

„Nur mäßig witzig gelungene Adaption eines Romans von Jules Verne durch den französischen Regisseur Philippe de Broca, der an seine früheren Lustspielerfolge nicht anknüpfen kann.“